# 上庸镇
上庸镇是中华人民共和国湖北省十堰市竹山县下辖的一个镇。2010年2月5日，由田家坝镇更名为上庸镇。

## 行政区划
上庸镇下辖以下村级行政区划单位：
北坝街社区、南坝村、吉鱼村、峪口村、红庙村、大泉山村、磨滩村、九里潭村、桃子湾村和九华村。